# Vareslaid
Vareslaid est une île du golfe de Riga d’une superficie de 31 hectares. L’île est située dans le comté de Hiiu en Estonie.
Vareslaid fait partie de la Réserve naturelle des îlots de la région de Hiiumaa.

### Webographie
- Ressource relative à la géographie :   - Kohanimeregistri
- « Les îles estoniennes », 2008 (consulté le 4 février 2012)
- « Les îles estoniennes », pays-baltes.fr (consulté le 4 février 2012)